# Number One Observatory Circle
Number One Observatory Circle je oficiální rezidence viceprezidenta Spojených států amerických,  součást komplexu United States Naval Observatory v hlavním americkém městě Washingtonu, D.C.  Postavena byla v roce 1893 pro superintendenta. Od roku 1923 byla sídlem velitele námořních operací, nejvýše postaveného důstojníka amerického námořnictva.
V roce 1974 Kongres USA rozhodl, že se Number One Observatory Circle stane oficiálním sídlem amerického viceprezidenta a jeho rodiny. Od daného data v něm bydleli všichni viceprezidenti, a jako první Nelson Rockefeller. Po teroristických útocích z 11. září 2001 byl v roce 2002 postaven bezpečnostní bunkr.